# HACKEN
Hacken, estilizada como HACKEN, é uma empresa internacional de auditoria de segurança blockchain com raízes ucranianas, que combate a Rússia em uma guerra cibernética dentro da invasão russa da Ucrânia. A sede fica localizada na Estônia (Talín), enquanto a equipe foi transferida de Kiev para Lisboa em março de 2022, de acordo com o Wall Street Journal.

## Histórico
A Hacken foi fundada em 2017 por um grupo de especialistas ucranianos. É oficialmente registrada como Hacken OÜ em Talín, Estônia.
No final de 2017, a HackenProof foi fundada por meio de uma ICO (Initial Coin Offering, uma oferta inicial de ativos virtuais) da Hacken. É uma plataforma de recompensas por identificação de bugs Web3.0 que conecta seus clientes com a comunidade global de hackers para detectar problemas de segurança em seus produtos.
Em 2018, foi lançada a plataforma CER.live, que avaliou a segurança das trocas em negociações de ativos digitais e é usada pela Forbes na avaliação de trocas de criptomoedas.
Em 2 de março de 2021, a ferramenta anti-DDOS DisBalancer da Hacken foi codificada por uma equipe de especialistas em segurança cibernética e lançada sob a cobertura da Hacken Foundation.
Em janeiro de 2023, a Hacken criou o Hacken Extractor — um sistema inteligente de monitoramento on-chain de contratos, que monitora a execução de códigos, transações, interações com endereços bloqueados, atualizações de contratos e propriedade.

## Guerra cibernética com a Rússia
Desde 24 de fevereiro de 2022, a Hacken está envolvida no combate à agressividade russa no ciberespaço. Em 4 de março de 2022, o DisBalancer foi reformulado para servir como a maior plataforma DDos para o exército de TI ucraniano contra a Rússia. Foi chamado de “Liberator” (Libertador) como uma reação à invasão da Rússia. O Liberator atraiu 10.000 colaboradores de 150 países nos primeiros meses da guerra.
No final de fevereiro e no início de março de 2022, a Hacken ajustou sua plataforma de recompensas por identificação de bugs HackenProof para servir a objetivos defensivos e ofensivos. O programa defensivo é executado com o nome “Call for Ukrainian cyber defense. Stop the war”. (Solicitem a defesa cibernética ucraniana. Parem a guerra.) O programa ofensivo iniciado em 27 de fevereiro foi chamado de “Call for exploits. Stop the war”. (Solicitem exploits. Parem a guerra.) Ele se concentrou em encontrar e usar vulnerabilidades de provedores de hospedagem russos, ISPs (provedores de serviço de internet), controle aeroespacial/aéreo, sistemas SCADA (sistemas de supervisão e aquisição de dados), bancos, serviços públicos, etc.

## Avaliação
- A Hacken ocupa uma parte importante da primeira análise acadêmica abrangente da resistência cibernética ucraniana em meio à invasão russa da Ucrânia em 2022, realizada pelo Centro de Estudos de Segurança (CSS) do ETH (Instituto Federal Suíço de Tecnologia) Zurique, Suíça.[31]
- O espanhol El Independiente descreveu o escritório da Hacken em Barcelona como talvez o lado mais oculto da guerra entre a Rússia e a Ucrânia.[32]